# Georgievskij rajon
Il Georgievskij rajon, in russo Георгиевский район?, è un rajon del Kraj di Stavropol', nel Caucaso.